# 유단 (안중강후)
유단(劉丹, ? ~ 기원전 105년)은 전한 중기의 제후로, 장사정왕의 아들이다.

## 행적
원삭 4년(기원전 125년), 안중후(安衆侯)에 봉해졌다.
원봉 6년(기원전 105년)에 죽으니 시호를 강(康)이라 하였고, 작위는 아들 유산부가 이었다.

## 출전
- 사마천, 《사기》 권21 건원이래왕자후자연표
- 반고, 《한서》 권15상 왕자후표 上

| 선대 (첫 봉건) | 전한의 안중후 기원전 125년 ~ 기원전 105년 | 후대 아들 안중절후 유산부 |